# 1e Amerikaans Congres

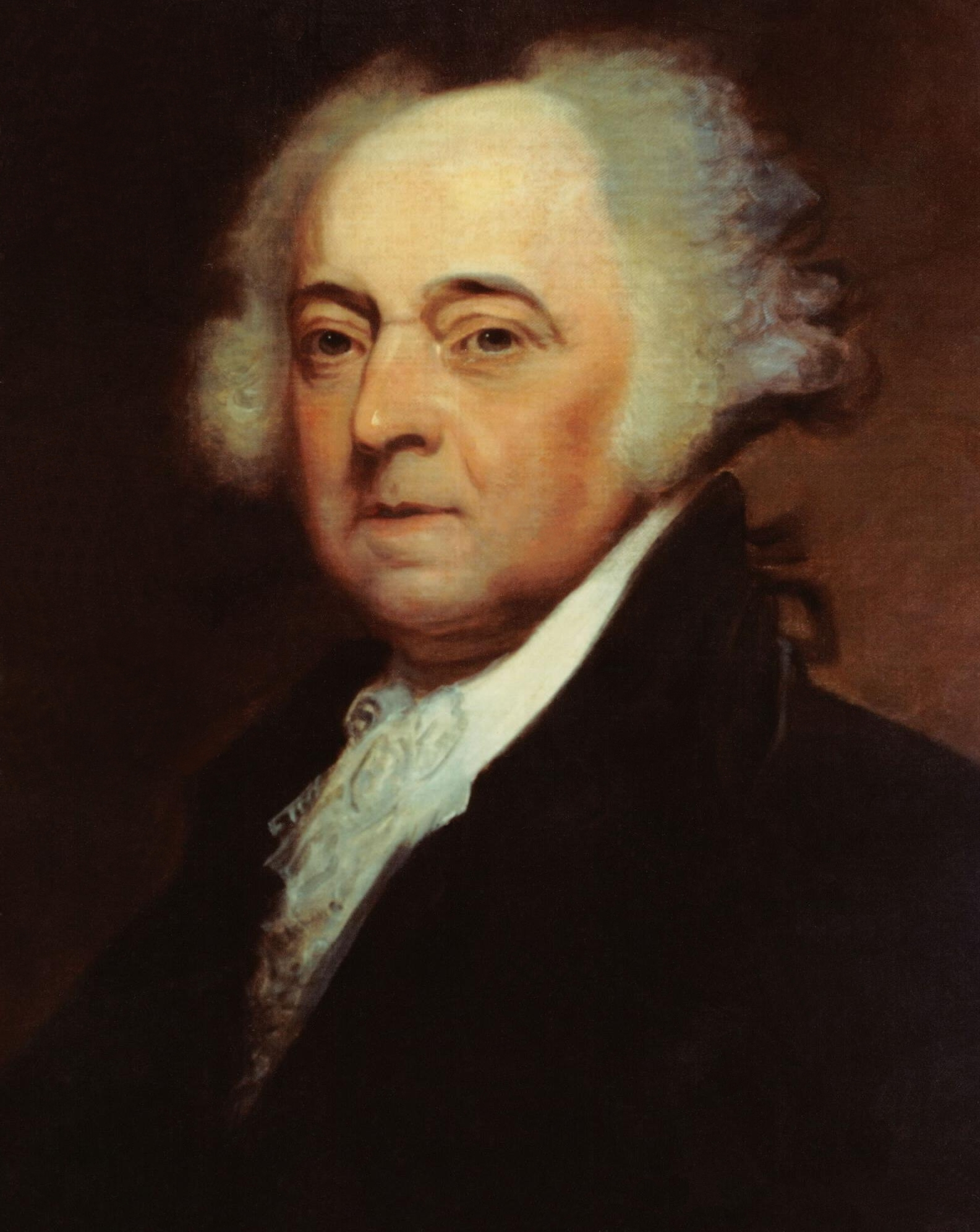
Senaatsvoorzitter John Adams

Het 1e Amerikaans Congres, bestaande uit de Senaat en het Huis van Afgevaardigden, vergaderde van 4 maart 1789 tot 4 maart 1791, eerst in Federal Hall in New York en later in Congress Hall in Philadelphia. Het werd opgevolgd door de 2e Amerikaans Congres.

## Data van sessies
4 maart 1789 – 3 maart 1791
- 1ste sessie: 4 maart 1789 – 29 september 1789
- 2de sessie : 4 januari 1790 – 12 augustus 1790
- 3de sessie : 6 december 1790 – 3 maart 1791

## Nieuwe staten
- 21 november 1789 – North Carolina ratificeerde de Amerikaanse Grondwet en werd zodoende de 12e Staat
- 29 mei 1790 – Rhode Island ratificeerde de Amerikaanse Grondwet en werd zodoende de 13e Staat

## Leden

### Senaat
- (P): Pro-Administration Party
- (A): Anti-Administration Party

Het getal voor de naam staat voor de klasse waartoe de senator behoorde. Er zijn in totaal drie klassen; elke twee jaar verloopt de termijn van een derde van de senators. De termijnen van de senators in klasse 1 verliepen in 1790, die van de senators in klasse 2 verliepen in 1792, en die van de senators in klasse 3 verliepen in 1794.
Connecticut
- 1. Oliver Ellsworth (P)
- 3. William S. Johnson (P)

Delaware
- 1. George Read (P)
- 2. Richard Bassett (A)

Georgia
- 2. William Few (A)
- 3. James Gunn (A)

Maryland
- 1. Charles Carroll (P)
- 3. John Henry (P)

Massachusetts
- 1. Tristram Dalton (P)
- 2. Caleb Strong (P)

New Hampshire
- 2. Paine Wingate (A)
- 3. John Langdon (P)

New Jersey
- 1. Jonathan Elmer (P)
- 2. William Paterson (P), tot 13 november 1790
  - Philemon Dickinson (P), vanaf 23 november 1790

New York
- 1. Philip Schuyler (P), vanaf 16 juli 1789
- 3. Rufus King (P) , vanaf 16 juli 1789

North Carolina
- 2. Samuel Johnston (P), vanaf 26 november 1789
- 3. Benjamin Hawkins (P), vanaf 8 december 1789

Pennsylvania
- 1. William Maclay (A)
- 3. Robert Morris (P)

Rhode Island
- 1. Theodore Foster (P), vanaf 12 juni 1790
- 2. Joseph Stanton (A), vanaf 12 juni 1790

South Carolina
- 2. Pierce Butler (P)
- 3. Ralph Izard (P)

Virginia
- 1. William Grayson (A), tot 12 maart 1790
  - John Walker (P), van 31 maart 1790 tot 9 november 1790
  - James Monroe (A), vanaf 9 november 1790
- 2. Richard Henry Lee (A)

### Huis van Afgevaardigden
Connecticut
- At-large. Benjamin Huntington (P)
- At-large. Roger Sherman (P)
- At-large. Jonathan Sturges (P)
- At-large. Jonathan Trumbull, Jr. (P)
- At-large. Jeremiah Wadsworth (P)

Delaware
- At-large. John Vining (P)

Georgia
- 1. James Jackson (A)
- 2. Abraham Baldwin (A)
- 3. George Mathews (A)

Maryland
- 1. Michael J. Stone (A)
- 2. Joshua Seney (A)
- 3. Benjamin Contee (A)
- 4. William Smith (A)
- 5. George Gale (P)
- 6. Daniel Carroll (P)

Massachusetts
- 1. Fisher Ames (P)
- 2. Benjamin Goodhue (P)
- 3. Elbridge Gerry (A)
- 4. Theodore Sedgwick (P)
- 5. George Partridge (P), tot 14 augustus 1790, daarna vacant
- 6. George Thatcher (P)
- 7. George Leonard (P)
- 8. Jonathan Grout (A)

New Hampshire
- At-large. Abiel Foster (P)
- At-large. Nicholas Gilman (P)
- At-large. Samuel Livermore (A)

New Jersey
- At-large. Elias Boudinot (P)
- At-large. Lambert Cadwalader (P)
- At-large. James Schureman (P)
- At-large. Thomas Sinnickson (P)

New York
- 1. William Floyd (A)
- 2. John Laurance (P)
- 3. Egbert Benson (P)
- 4. John Hathorn (A)
- 5. Peter Silvester (P)
- 6. Jeremiah Van Rensselaer (A)

North Carolina
- 1. John Baptista Ashe (A), vanaf 24 maart 1790
- 2. Hugh Williamson (A), vanaf 19 maart 1790
- 3. Timothy Bloodworth (A), vanaf 6 april 1790
- 4. John Steele (P), vanaf 19 april 1790
- 5. John Sevier (P), vanaf 16 juni 1790

Pennsylvania
- At-large. George Clymer (P)
- At-large. Thomas Fitzsimons (P)
- At-large. Thomas Hartley(P)
- At-large. Daniel Hiester (A)
- At-large. Frederick Muhlenberg (P)
- At-large. Peter Muhlenberg (A)
- At-large. Thomas Scott (P)
- At-large. Henry Wynkoop (P)

Rhode Island
- At-large. Benjamin Bourne (P), vanaf 31 augustus 1790

South Carolina
- 1. William L. Smith (P)
- 2. Aedanus Burke (A)
- 3. Daniel Huger (P)
- 4. Thomas Sumter (A)
- 5. Thomas Tudor Tucker (A)

Virginia
- 1. Alexander White (P)
- 2. John Brown (A)
- 3. Andrew Moore (A)
- 4. Richard Bland Lee (P)
- 5. James Madison (A)
- 6. Isaac Coles (A)
- 7. John Page (A)
- 8. Josiah Parker (A)
- 9. Theodorick Bland (A), tot 1 juni 1790
  - William B. Giles (A), vanaf 7 december 1790
- 10. Samuel Griffin (P)